# TNA・ターニングポイント
ターニング・ポイント（Turning Point）は、アメリカ合衆国のプロレス団体TNAが主催するプロレスの興行、およびそれを取り扱ったPPVの名称。
開催時期は12月。第一回大会は2004年に開催された。元々TNAは週一回のPPV形態を取っていたが、後のTNA iMPACT!、Xplosion、月一の3時間PPV体制になってから2回目に開催されたPPVである。
開催場所については、TNAのほかの興行同様フロリダ州オーランドのユニバーサル・スタジオ・フロリダに固定されている。

## 試合結果

### 第1回大会（2004年）
- 開催日 : 12月5日
- 開催場所 : フロリダ州オーランドのユニバーサル・スタジオ・フロリダ

NWA世界タッグチーム王座戦
●3 Live Kru（BGジェイムズ＆ロン・キリングス）（王者） vs チームカナダ（エリック・ヤング＆ボビー・ルード）○
6人タッグ
●キッド・キャッシュ＆マイケル・シェイン＆カザリアン vs ソニー・シアキ＆ソンジェイ・ダット＆ヘクター・ガーザ○
画鋲マッチ
○モンティ・ブラウン vs アビス●
タッグマッチ
○パット・ケニー＆ジョニー・B・バッド vs ザ・ニューヨーク・コネクション（ジョニー・スウィンガー＆グレン・ギルバーティ）●
シングルマッチ
○ダイヤモンド・ダラス・ペイジ vs レイヴェン●
TNA Xディヴィジョン王座戦
○ピーティー・ウィリアムズ（王者） vs クリス・セイビン●
6人タッグ戦
○ジェフ・ハーディー＆AJスタイルズ＆ランディ・サベージ組 vs ケビン・ナッシュ＆スコット・ホール＆ジェフ・ジャレット●
六角形金網デスマッチ（敗者チーム解散マッチ）
○アメリカズ・モスト・ウォンテッド（クリス・ハリス＆ジェームズ・ストーム）vs トリプルX （エリックス・スキッパー＆クリストファー・ダニエルズ）●

### 第3回大会（2006年）TNA Turning Point 2006
- 開催日 : 12月10日
- 開催場所 : フロリダ州オーランドのユニバーサル・スタジオ・フロリダ

- トリプルスレット形式NWA世界ヘビー級王座戦 -Triple Threat Match for the NWA World Heavyweight Championship-

アビス（王者） vs スティング vs クリスチャン・ケイジ
- カート・アングル vs サモア・ジョー